# Kim Ju-sik
Kim Ju-sik (Pionyang, 25 de septiembre de 1992) es un patinador artístico sobre hielo norcoreano.

## Carrera

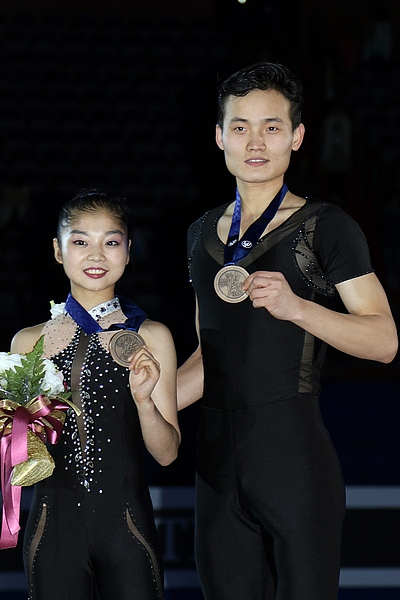
Ryom Tae-ok y Kim Ju-sik en la ceremonia de entrega de medallas de los Campeonatos de los Cuatro Continentes de 2018

Con su compañera de patinaje, Ryom Tae-ok, fue medallista de bronce en los Juegos Asiáticos de Invierno de 2017 en Sapporo (Japón), medallista de bronce en la Copa del Tirol de 2016, realizada en Innsbruck (Austria); y medallista de oro del Abierto de Patinaje Artístico de Asia de 2016, realizado en Manila (Filipinas).
La pareja se ubicó séptima en el Campeonato de los Cuatro Continentes de Patinaje Artístico sobre Hielo de 2016 en Taipéi (Taiwán). En la edición de 2018 obtuvieron la medalla de bronce.
Kim Hyon-son entrena a la pareja en la capital norcoreana.

### Pyeongchang 2018
En los Juegos Olímpicos de Invierno de 2018 en Pyeongchang (Corea del Sur) fue abanderado en la ceremonia de clausura. Previamente, en el evento de parejas quedó junto a Ryom Tae-ok en el 13° lugar de la tabla general.